# Aero A.304
Aero A.304 là một loại máy bay ném bom của Tiệp Khắc. Ban đầu nó được thiết kế làm một máy bay dân dụng có tên gọi A.204, nhưng khi Aero không tìm được khách hàng mua nó, họ đã quyết định quân sự hóa và đã giới thiệu thành công cho Không quân Tiệp Khắc. Nó còn được xuất khẩu cho Bulgaria với tên gọi "Pelikan".

## Quốc gia sử dụng
Bulgaria
- Không quân Bulgary

 Tiệp Khắc
- Không quân Tiệp Khắc

 Germany
- Luftwaffe

## Tính năng kỹ chiến thuật (A.304)
Dữ liệu lấy từ War Planes of the Second World War: Volume Seven
Đặc tính tổng quan
- Kíp lái: 3
- Chiều dài: 13,21 m (43 ft 4 in)
- Sải cánh: 19,2 m (63 ft 0 in)
- Chiều cao: 3,4 m (11 ft 2 in)
- Diện tích cánh: 45,3 m2 (488 foot vuông)
- Trọng lượng rỗng: 3.006 kg (6.627 lb)
- Trọng lượng có tải: 4.364 kg (9.621 lb)
- Động cơ: 2 × Walter Super Castor IMR , 343 kW (460 hp) mỗi chiếc

Hiệu suất bay
- Vận tốc cực đại: 322 km/h (200 mph; 174 kn) trên độ cao 1,750 m (6 ft)
- Vận tốc hành trình: 290 km/h (180 mph; 157 kn)
- Tầm bay: 1.199 km (745 mi; 647 nmi)
- Trần bay: 5.800 m (19.029 ft)
- Vận tốc lên cao: 6,75 m/s (1.329 ft/min)

Vũ khí trang bị

- Súng:
- 1 × súng máy ZB-30 7,92 mm
- 2 × súng máy vz30 7,92 mm
- Bom: 300 kg (660 lb)